# 菅井幸雄
菅井 幸雄（すがい ゆきお、1927年2月13日 - 2011年9月20日）は、日本の演劇評論家。明治大学名誉教授。専門は、演劇評論・日本演劇史。

## 略歴
東京府生まれ。東京物理学校（現・東京理科大学）を経て、1951年明治大学文学部演劇学専攻卒業。明治大学在学中から木下順二に師事。
1954年明治大学助手、講師、助教授、1970年教授。1997年定年、名誉教授。1984年『演劇創造の系譜』で日本演劇学会河竹賞受賞。
2006年4月瑞宝中綬章受章。
2011年9月20日、前立腺癌のため静岡県熱海市の病院で死去。84歳没。

## 著書
- 映画観賞の基礎知識 大同出版社 1950
- 映画の見方 大同出版社 1951
- リアリズム演劇論 未来社 1966
- 戦後演劇の形成と展望 全2巻　未来社 1967
- 演劇の伝統と現代 未来社 1969
- 変革期の演劇 未来社 1972
- 新劇の歴史 1973 (新日本新書)
- 築地小劇場 未来社 1974
- 近代日本演劇論争史 未来社 1979.2
- 演劇創造の系譜 日本近代演劇史研究 青木書店 1983.10
- わらび座ヨーロッパと出会う 1990.4 (岩波ブックレット)
- チェーホフ日本への旅 東洋書店 2004.7 (旅・ダイナミズム・越境)

## 共編著
- 新劇 その舞台と歴史1906→ 求竜堂 1967
- 労演運動 阿部文勇共編 未来社 1970 (てすぴす叢書)
- 演劇論講座 全6巻 津上忠、香川良成共編 汐文社 1976-1977
- 俳優・丸山定夫の世界 未来社 1989.8
- 講座日本の演劇 諏訪春雄共編 勉誠社 1997-1998

## 参考
- 文藝年鑑2007